# Kevin Mawae
Kevin James Mawae (Savannah, 23 gennaio 1971) è un ex giocatore di football americano statunitense che ha giocato nel ruolo di centro nella National Football League (NFL). Fu scelto nel corso del secondo giro (36º assoluto) del Draft NFL 1994 dai Seattle Seahawks. Al college ha giocato a football all’Università della Louisiana. È stato introdotto nella Pro Football Hall of Fame nel 2019.

## Carriera professionistica

### Seattle Seahawks
Mawae fu scelto dai Seattle Seahawks nel secondo giro del Draft 1994. La sua prima gara da professionista la giocò come guardia destra contro gli Oakland Raiders l'11 settembre e non lasciò più la formazione titolare della squadra finché un colpo subito lo levò dalla gara contro gli Indianapolis Colts. In quella stagione disputò 14 partite, di cui 11 come guardia destra titolare. A fine anno, Kevin fu inserito nella formazione ideale dei rookie da Pro Football Weekly, Pro Football Writers Association, College and Pro Football Newsweekly e Football News. Nel 1995 giocò come titolare tutte le 16 partite come guardia destra, giocando due partite anche come centro. Fu spostato definitivamente nel ruolo di centro all'inizio della stagione 1996 e non lo abbandonò più per il resto della carriera.

### New York Jets
Nel 1998, Mawae firmò coi New York Jets. Nella sua prima stagione a New York, l'attacco dei Jets mantenne una media di 357,2 yard guadagnate a partita (il secondo migliore della AFC e il quarto migliore della NFL), aiutando il running back Curtis Martin a correre il record di franchigia di 8 gare da oltre 100 yard per un totale di 1.287 yard in stagione. Nel 1999 Mawae fu convocato per il suo primo Pro Bowl e non perse una sola azione per la seconda stagione consecutiva, aprendo la strada a Martin per l'allora record di franchigia di 1.464 yard e giocando di fronte a 4 differenti quarterback: Vinny Testaverde, Tom Tupa, Rick Mirer e Ray Lucas.
Nel corso della stagione 2000, Mawae fu membro della linea offensiva che pareggiò il record degli Indianapolis Colts per il minor numero di sack concessi in una stagione regolare con 20. Fu convocato per il suo secondo Pro Bowl e continuò ad essere selezionato ininterrottamente fino al 2004. La sua striscia di 177 gare consecutive si interruppe nella stagione 2005 a causa di un serio infortunio al tricipite che gli fece perdere tutto il resto della stagione. Il 5 marzo 2006 fu svincolato dai Jets.

### Tennessee Titans
Dopo la fine dell'esperienza coi Jets, Mawae firmò coi Tennessee Titans il 14 marzo 2006. Nella sua prima stagione con Tennessee contribuì a rendere l'attacco della squadra il terzo della AFC e il quinto della NFL in yard corse con 2.214 yard. Il running back della squadra Travis Henry terminò il 2006 con 1.211 yard corse e il quarterback rookie Vince Young vinse il premio di rookie offensivo dell'anno.
Nel 2007, Mawae fu votato capitano della squadra e partì come titolare in 14 gare, aiutando LenDale White a superare per la prima volta le mille yard corse in carriera.
Il 10 settembre 2010, Mawae annunciò il suo ritiro dopo 16 anni nella NFL. La sua ultima gara fu il Pro Bowl 2010.

## Palmarès
- (8) Pro Bowl (1999, 2000, 2001, 2002, 2003, 2004, 2008, 2009)
- (8) All-Pro (1998, 1999, 2000, 2001, 2002, 2004, 2007, 2008)
- PFWA All-Rookie Team - 1994
- Formazione ideale della NFL degli anni 2000
- Formazione ideale del 40º anniversario dei New York Jets
- Pro Football Hall of Fame (classe del 2019)